# Supercar
Supercar (jap. スーパーカー) ist eine 1995 von Kōji Nakamura, Miki Furukawa, Junji Ishiwatari und Kōdai Tazawa gegründete japanische Rockband, die sich 2005 auflöste. Ihr Markenzeichen war Rock gemischt mit elektronischer Musik und Pop. Bekannt wurden sie durch die Soundtracks zum japanischen Film Ping Pong und zur Anime-Serie Eureka Seven.

## Biografie
Die Band wurde gegründet, nachdem Bassistin Miki Furukawa in einer lokalen Zeitung nach Musikern für eine Band suchte. 1998 veröffentlichten sie ihr Debütalbum Three Out Change!!, 1999 gefolgt vom Album Jump Up. 1999 veröffentlichten sie außerdem die beiden Alben Ooyeah!! und Ookeah!!
Im Jahr 2000 experimentierten sie mit dem Album Futurama sehr im elektronischen Bereich herum, was sie auch im 2002 erschienenen Album Highvision fortsetzten. Das letzte Album Answer wurde 2004 veröffentlicht. Es gilt als das experimentierfreudigste Album der Band.
2005 gaben sie ihr Abschlusskonzert, welches auf der DVD Last Life zu sehen ist.

## Mitglieder
- Koji Nakamura (* 28. September 1977) – Sänger
- Junji Ishiwatari (* 21. August 1977) – Gitarrist
- Miki Furukawa (* 19. Februar 1979) – Bassistin und Support-Sängerin
- Kodai Tazawa (* 27. Februar 1978) – Schlagzeuger

## Diskografie

### Studioalben
- 1998: Three Out Change!!
- 1998: Jump Up
- 2000: Futurama
- 2002: Highvision
- 2004: Answer

### Kompilationen
- 1999: OOKeah!!
- 1999: OOYeah!!
- 2003: 16/50 1997~1999
- 2005: A
- 2005: B
- 2011: Re: Supercar 1
- 2011: Re: Supercar 2
- 2018: Permafrost

### Singles
- 1997: Cream Soda
- 1997: Planet
- 1998: Lucky
- 1998: Drive
- 1998: Sunday People
- 1999: My Girl
- 1999: Love Forever
- 2000: Fairway
- 2000: White Surf Style 5
- 2001: Strobolights
- 2001: Yumegiwa Last Boy
- 2002: Aoharu Youth
- 2003: Recreation
- 2003: BGM
- 2004: Last Scene
- 2004: Wonder Word EP

### Videoalben
- 2002: High Booster + U.N. VJ Works
- 2002: P.V.D.
- 2002: P.V.D. 2
- 2005: Last Live Kanzen-ban (LAST LIVE 完全版 Last Live: Complete Edition)
- 2007: P.V.D. Complete 10th Anniversary Edition